# Black Tie White Noise
Black Tie White Noise è il diciottesimo album in studio del cantautore britannico David Bowie pubblicato nel 1993.

## Storia
Il disco fu la prima fatica solista di Bowie degli anni '90, venuta dopo un esperimento piuttosto deludente con il gruppo hard rock Tin Machine e dopo essersi risposato nel 1992 con la top model Iman Abdulmajid. In quest'album suonava il suo chitarrista dei tempi di Ziggy Stardust, Mick Ronson, che pochi mesi dopo sarebbe morto di cancro al fegato.
Per celebrare il decimo anniversario dell'album, una nuova riedizione contenente l'album originale, un secondo disco di remix e rarità e un DVD bonus del video Black Tie White Noise venne messa in commercio nel 2003. 
Alcune canzoni come Real cool world (canzone della colonna sonora del film Fuga dal mondo dei sogni, uscita come singolo nel 1992) e Lucy Can't Dance (una bonus track sull'album originale) vennero incluse accanto a dei remix (dance mix) di svariate tracce dell'album originale.

## Brani
Secondo le parole di Bowie, quest'album gli è stato ispirato dal suo matrimonio, incluse tracce come The Wedding e la sua "reprise" in fondo all'album, The Wedding Song, che ne celebrava l'evento.
La traccia del titolo, Black Tie White Noise, è ispirata ai disordini di Los Angeles del '92, che sollevarono la questione del razzismo nel sistema legale americano. La traccia è oggetto di discussione tra i sostenitori di Bowie, vista la sua confluenza nella corrente dell'hip-hop, e l'inclusione in essa di un duetto con il cantante Al B. Sure!.
La traccia Jump They Say è un tributo al fratellastro di Bowie, Terry, che si suicidò dopo essere stato ricoverato per schizofrenia nel 1980. La canzone tratta del conformismo di massa, in linea con i suoi precedenti lavori, compresi All the Madmen, dall'album The Man Who Sold The World e Mass Production, dall'album The Idiot di Iggy Pop.

## Accoglienza
Sebbene l'album sia considerato da alcuni critici di gran lunga superiore a Let's Dance, il pubblico accolse abbastanza freddamente il ritorno di Bowie sulle scene; malgrado ciò, l'album raggiunse il vertice delle classifiche inglesi, grazie anche ai singoli Jump They say e Miracle Goodnight. Anche in Europa ebbe un buon successo; in particolare nel Regno Unito si piazzò al primo posto nella classifica e in Italia al sesto. Diversamente le cose andarono in Nord America; infatti l'album si piazzò solo alla posizione N.39 nella Billboard Top 200 Albums. Inoltre, fino a una successiva edizione pubblicata verso il finire degli anni '90, dell'album vennero prodotte in Nord America poche copie poiché la casa di produzione Savage records che ne aveva curato il lancio andò in bancarotta.
Sebbene sia spesso considerata una delle meno singolari tra le svolte artistiche di Bowie, Black Tie White Noise segna l'inizio del suo periodo "moderno".
Molti critici hanno ritenuto che il maggior ostacolo al successo commerciale dell'album sia da attribuire più al nome di Bowie (molto criticato per i precedenti due lavori degli anni '80) che alla qualità della musica; a riprova di ciò alcuni remix anonimi della traccia Pallas Athena vennero messi in commercio nel 1993 nelle sale da ballo americane ottenendo un notevole successo.

## Tracce
Testi di David Bowie, tranne dove indicato.
1. The Wedding – 5:04
2. You've Been Around – 4:45 (Bowie, Reeves Gabrels)
3. I Feel Free – 4:52 (Jack Bruce, Pete Brown)
4. Black Tie White Noise – 4:52 (David Bowie & Al B. Sure!)
5. Jump They Say – 4:22
6. Nite Flights – 4:30 (Noel Scott Engel)
7. Pallas Athena – 4:40
8. Miracle Goodnight – 4:14
9. Don't Let Me Down & Down – 4:55 (Tahra, Martine Valmont)
10. Looking for Lester – 5:36 (Bowie, Nile Rodgers)
11. I Know It's Gonna Happen Someday – 4:14 (Morrissey, Mark Nevin)
12. The Wedding Song – 4:29

- Nella versione indonesiana, Bowie canta Don't Let Me Down & Down in Indonesiano.
- A Nile Rodgers non venne riconosciuto alcun credito come coautore di Looking for Lester nella versione originale del 1993, ma tale credito fu riportato nella riedizione del 2003.

### Bonus track sulla versione CD
1. Jump They Say (Alternate mix) – 3:58 – Questo mix non è incluso nell'edizione del 10º anniversario
2. Lucy Can't Dance – 5:45

- La versione giapponese ha considerato il remix Don't Stop Praying di Pallas Athena come un'ulteriore bonus track.

### Bonus track nella versione del 10º Anniversario
1. Real Cool World – 5:27
2. Lucy Can't Dance – 5:48
3. Jump They Say (Rock Mix) – 4:30
4. Black Tie White Noise (3rd Floor US radio mix) – 3:44
5. Miracle Goodnight (Make Believe mix) – 4:30
6. Don't Let Me Down & Down (Indonesian vocal version) – 4:56
7. You've Been Around (Dangers 12" mix) – 7:40
8. Jump They Say (Brothers in Rhythm 12" remix) – 8:26
9. Black Tie White Noise (Here Come Da Jazz) – 5:33
10. Pallas Athena (Don't Stop Praying remix no. 2) – 7:24
11. Nite Flights (Moodswings Back to Basics Remix) – 10:01
12. Jump They Say (Dub Oddity) – 6:18

### Bonus DVD nella versione del 10º Anniversario
1. Introduction
2. With (Lester Bowie)
3. On (Reeves Gabrels)
4. You've Been Around (Hollywood Center Studios, L.A., 5/8/93)
5. Expanding and Experimenting
6. Nite Flights (Hollywood Center Studios, L.A., 5/8/93)
7. Otherness
8. Miracle Goodnight (Hollywood Center Studios, L.A., 5/8/93)
9. On Marriage
10. Black Tie White Noise (Hollywood Center Studios, L.A., 5/8/93)
11. With (Mick Ronson)
12. I Feel Free (Hollywood Center Studios, L.A., 5/8/93)
13. With (Nile Rodgers)
14. I Know It's Gonna Happen Someday (Hollywood Center Studios, L.A., 5/8/93)
15. Miracle Goodnight (video promozionale)
16. Jump They Say (video promozionale)
17. Black Tie White Noise (video promozionale)
18. Credits

## Formazione
- David Bowie – voce, chitarra, sassofono, Dog alto, produttore
- Nile Rodgers – produttore
- Pugi Bell, Sterling Campbell – batteria
- Barry Campbell – basso
- Nile Rodgers – chitarra
- Richard Hilton – tastiere
- John Regan – basso
- Michael Reisman – arpa, campane tubolari
- Dave Richards, Philippe Saisse, Richard Tee – tastiere
- Gerardo Velez – percussioni
- Fonzi Thorton, Tawatha Agee, Curtis King, Jr., Dennis Collins, Brenda White-King, Maryl Epps, Frank Simms – coro in on I Know It's Gonna Happen Someday
- Al B. Sure! – duetto in Black Tie White Noise
- Lester Bowie - tromba in You've Been Around, Jump They Say, Pallas Athena, Don't Let Me Down & Down, Looking For Lester
- Mick Ronson – chitarra in I Feel Free
- Wild T. Springer - chitarra